# Heroic Duo
Pour les articles homonymes, voir Duo (homonymie).
Pour plus de détails, voir Fiche technique et Distribution.
Heroic Duo (雙雄, Seung hung) est un film hong-kongais réalisé par Benny Chan, sorti le 31 juillet 2003.

## Synopsis
A Hong Kong, une brigade de police est confrontée au vol d'un dossier et l'incendie de leur coffre à sceller, par un capitaine de police exemplaire et irréprochable qui aurait été hypnotisé. La police fait appel à Jack Lai, un ancien consultant et hypnotiseur de renom, condamné à quinze ans de prison pour meurtre. Ce dernier prétend pouvoir les mener au responsable. L'inspecteur Ken Li, connu pour son mauvais caractère, fait équipe avec lui. Sans se rendre compte, Ken Li va se retrouver manipuler, conditionner et hypnotiser par Jack Lai. Ce dernier est victime de la vengeance d'un gangster Hoi, qui retient sa femme et la famille de son ancien coéquipier en captivité. Pour tous les sauver, il doit voler deux bijoux d'une immense valeur. 

## Fiche technique
- Titre : Heroic Duo
- Titre original : 雙雄 (Seung hung)
- Réalisation : Benny Chan
- Scénario : Shun Fai Kwan et Alan Yuen
- Production : Benny Chan
- Photographie : Poon Liu-Ming
- Montage : Cheung Ka-Fai
- Pays d'origine : Hong Kong
- Format : Couleurs - 1,85:1 - Dolby Digital - 35 mm
- Genre : Action, policier, thriller
- Durée : 100 minutes
- Date de sortie : 31 juillet 2003 (Hong Kong)

## Distribution
- Leon Lai : Jack Lai
- Ekin Cheng : Ken
- Francis Ng : Hoi
- Lam Kar-yan : Brenda
- Samuel Pang : King-Chi Pang

## Récompenses et distinctions
- Nominations pour le prix des meilleures chorégraphies (Wei Tung), meilleure photographie (Poon Liu-Ming) et meilleur réalisateur, lors des Hong Kong Film Awards 2004.